# Tapolca (distrikt)
Tapolca är ett distrikt i Ungern. Det ligger i provinsen Veszprém, i den västra delen av landet, 130 km sydväst om huvudstaden Budapest. Huvudorten är Tapolca.